# Magyar Államvasutak
MÁV Magyar Államvasutak Zártkörűen Működő Részvénytársaság (MÁV Zrt.) – węgierskie państwowe przedsiębiorstwo kolejowe powstałe w 1868 roku.
Przedsiębiorstwo składa się z trzech głównych spółek: MÁV Személyszállítási Zrt. (transport pasażerski), MÁV Pályaműködtetési Zrt. (utrzymanie infrastruktury). MÁV Cargo Zrt. (transport towarowy) zostało przejęte przez ÖBB.
Siedziba przedsiębiorstwa znajduje się w Budapeszcie. W jego zarządzaniu znajduje się 7476 km linii kolejowych.

## Linki zewnętrzne

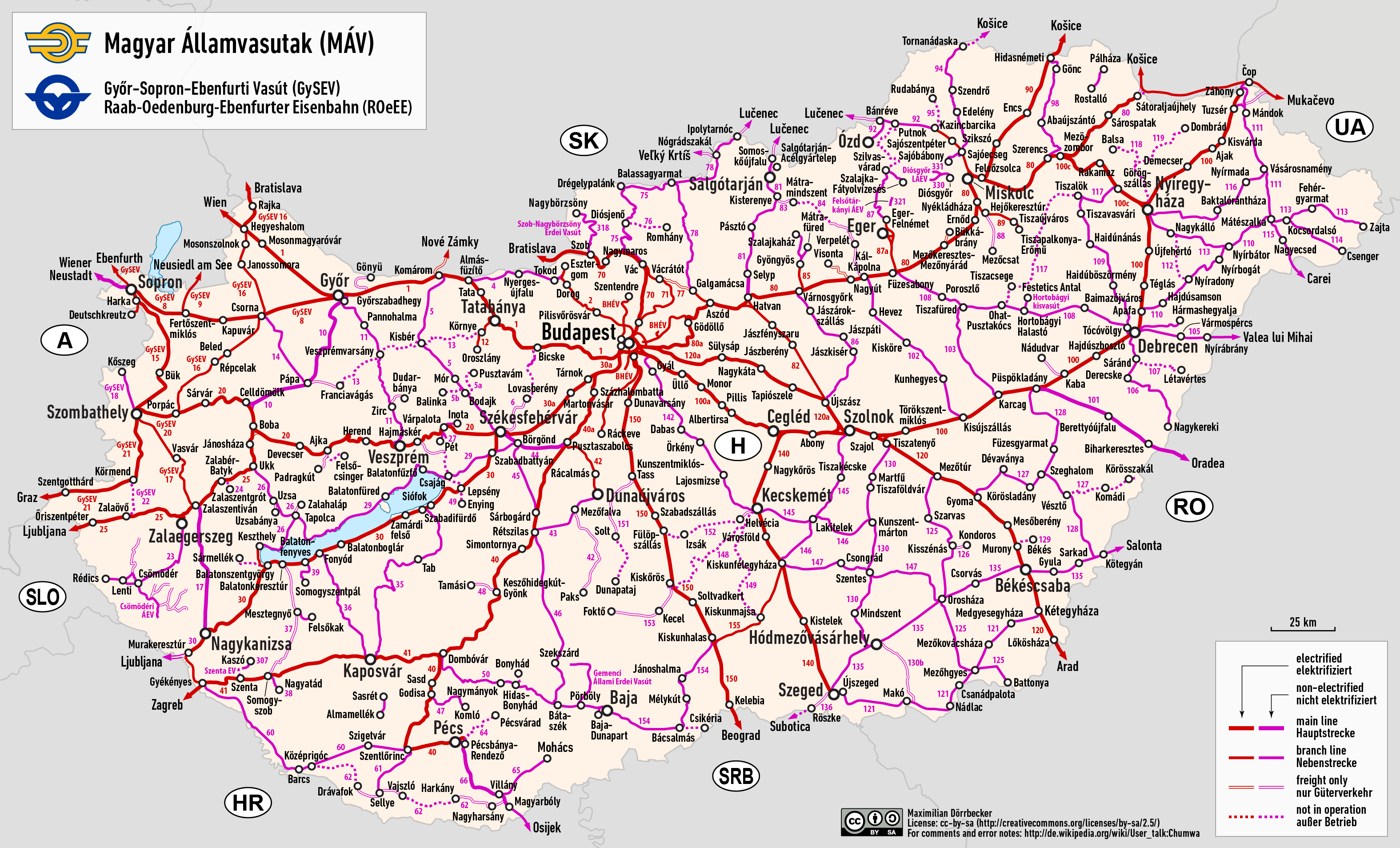
Sieć kolejowa MÁV